# Amastus tenuimargo
Amastus tenuimargo là một loài bướm đêm thuộc phân họ Arctiinae, họ Erebidae.